# Luks (fotometria)
Luks (lx) – jednostka natężenia oświetlenia E w układzie SI (jednostka pochodna układu SI). Nazwa pochodzi od łac. lux – światło.
{\displaystyle \mathrm {1\,lx=1\,{\frac {lm}{m^{2}}}=1\,{\frac {cd\cdot sr}{m^{2}}}} }

## Objaśnienie i przykłady
Luks (lx) określany jest jako oświetlenie wywołane przez równomiernie rozłożony strumień świetlny o wartości równej 1 lumen (lm) padający na powierzchnię 1 m2, a więc 1 lx = 1 lm / m².
Podwielokrotność luksa, mililuks, nosi nazwę noks (nx). Nazwa pochodzi od łac. nox – noc.
1 nx = 0,001 lx = 1 mlx
Obiekt o jasności 1 luksa, obserwowany na niebie, miałby jasność (wyrażoną w magnitudo) ok. -14,2. Słońce miałoby taką jasność, gdyby obserwować je z odległości ok. 48,7 mld km (324,7 AU)
Przykładowe poziomy jasności w zależności od miejsca i warunków:
| Jasność    | Przykład powierzchni                                                             |
| ---------- | -------------------------------------------------------------------------------- |
| 100 µlx    | bezksiężycowe, pochmurne nocne niebo[8]                                          |
| 2 mlx      | bezksiężycowe, przejrzyste nocne niebo wraz z poświatą niebieską[8]              |
| 50–300 mlx | księżyc w pełni podczas bezchmurnej nocy[9]                                      |
| 3–3,2 lx   | poziom jasności podczas końcówki zmierzchu cywilnego przy bezchmurnym niebie[10] |
| 50 lx      | natężenie światła w pokoju dziennym (Australia, 1998)[11]                        |
| 80 lx      | natężenie światła w biurowym korytarzu/toalecie[12][13]                          |
| 100 lx     | bardzo pochmurny dzień[8]                                                        |
| 320–400 lx | oświetlenie w biurze[11][14][15][16]                                             |
| 400–500 lx | wschód oraz zachód Słońca (przy bezchmurnym niebie)                              |
| 1 klx      | pochmurny dzień[8]; natężenie światła w typowym studiu TV                        |
| 10–25 klx  | światło dzienne (lecz nie bezpośrednie światło słoneczne)[8]                     |
| 32–100 klx | promieniowanie słoneczne                                                         |